# Aiguille de Manigod
L'aiguille de Manigod est un sommet de France, en Haute-Savoie, au-dessus du village de Manigod, dans la chaîne des Aravis, entre le mont Charvin au sud et l'Étale au nord. Culminant à 2 024 mètres d'altitude, ce petit sommet escarpé est dominé par les Trois Aiguilles ou pointe de Mandallaz à l'est qui culmine à 2 277 mètres d'altitude. Les sources du Fier se trouvent au fond du vallon à ses pieds.

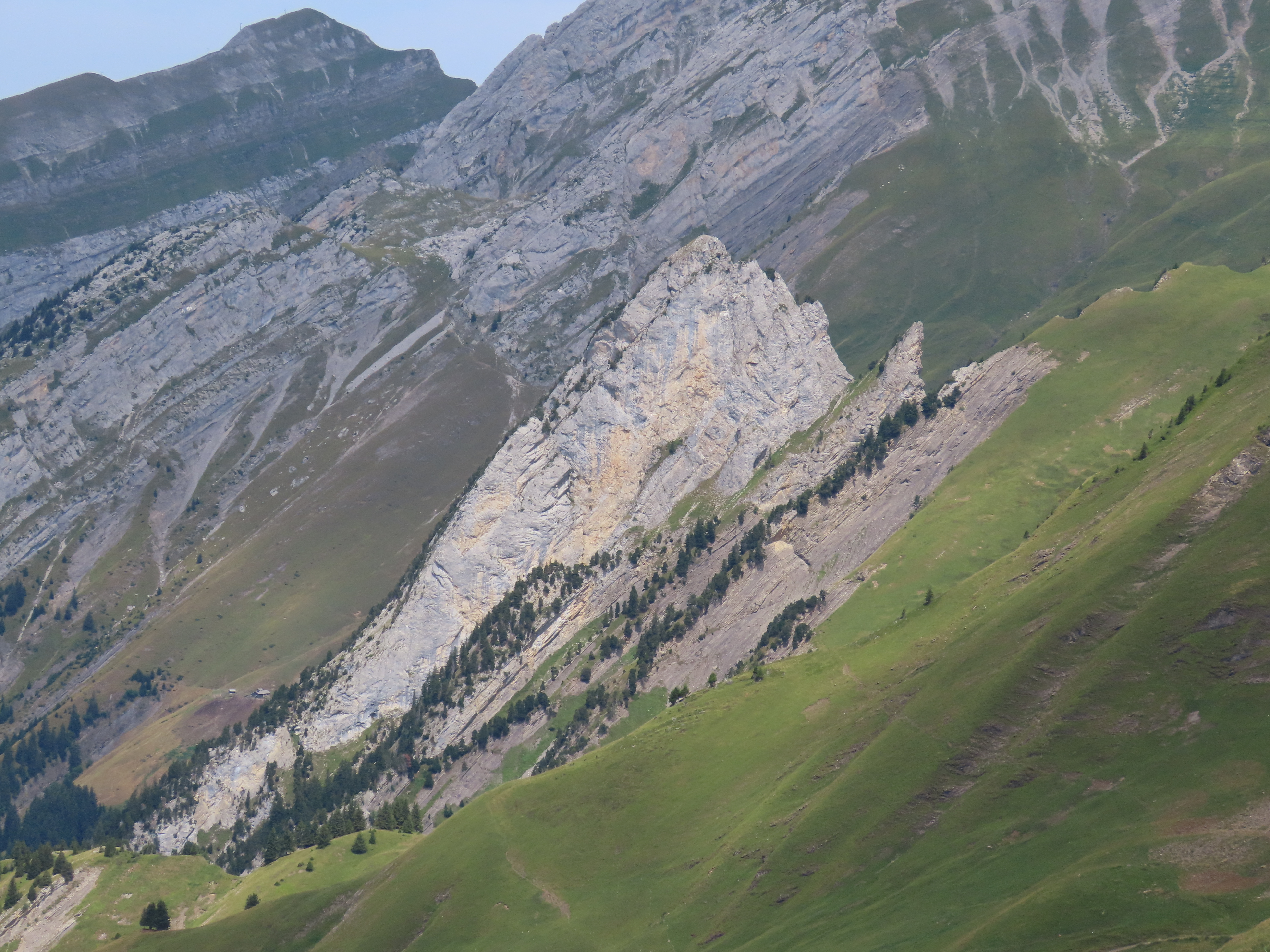
Vue de l'aiguille de Manigod depuis le col des Porthets au sud.